# Lokachi (huyện)
Huyện Lokachi (tiếng Ukraina: Локачинський район, chuyển tự: Lokachis'kyi raion) là một huyện của tỉnh Volyn thuộc Ukraina. Huyện Lokachi có diện tích 712 km², dân số theo điều tra dân số ngày 5 tháng 12 năm 2001 là 25346 người với mật độ 36 người/km2. Trung tâm huyện nằm ở Lokachi.